# Gastrolobium grandiflorum
Gastrolobium grandiflorum är en ärtväxtart som beskrevs av Ferdinand von Mueller. Gastrolobium grandiflorum ingår i släktet Gastrolobium och familjen ärtväxter. Inga underarter finns listade i Catalogue of Life.